# Online-Trauer

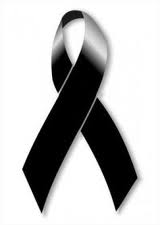
Als Zeichen der Trauer wird von Internetnutzern häufig eine schwarze Schleife angebracht

Online-Trauer bezieht sich auf Handlungen und Einstellungen, die Trauer zeigen und innerhalb der Netzkultur vorkommen. Dabei handelt es sich nicht um eine Veränderung des Trauerprozesses eines Trauernden um einen Verstorbenen, sondern um die Art und Weise, wie dieses Gefühl im Internet zum Ausdruck kommt, wie bei allen Handlungen nach dem Tod in seinem Gedächtnis.

## Tod in sozialen Netzwerken
Nach der Massenvergrößerung der sozialen Netzwerke im Internet war es möglich, Benutzerprofile von Menschen zu finden, die im Laufe der Zeit verstorben sind und deren Konten inaktiv blieben, wenn niemand sonst Zugriff darauf hatte. Aus diesem Grund haben einige Websites im Internet, wie beispielsweise Facebook, die Möglichkeit geschaffen, ein Benutzerprofil einer verstorbenen Person zu melden, um sie von denen zu unterscheiden, die aus anderen Gründen inaktiv bleiben. Sobald der Tod des Benutzers bestätigt wurde, werden eine Reihe von Änderungen am Profil einer lebenden Person vorgenommen, beispielsweise die Deaktivierung des Chatfensters und die Sperrung der Option, zu Veranstaltungen einzuladen, sodass es zu einem „Profil im Gedenkzustand“ wird.
Einige Räume auf Online-Plattformen werden als virtuelle Kondolenzbücher genutzt, um die Gefühle auszudrücken, die man über den Verlust der verstorbenen Person hat.

## Interaktion mit dem Verstorbenen
Akademische Studien haben gezeigt, dass Trauernde den Kontakt zur Erinnerung an ihre verstorbenen Angehörigen aufrechterhalten müssen, auch über das Internet. Es ist üblich, dass die Profile verstorbener Benutzer von ihren lebenden Angehörigen an wichtigen Daten in ihrem Leben besucht werden, wie zum Beispiel Geburtstag, Hochzeitstag, Todestag usw. Zu den Hauptmotivationen, die sie dafür haben, gehören die folgenden:
- Sie möchten den Verstorbenen loben oder ihm seine Bewunderung aussprechen.
- Sie schreiben Kommentare über den Schmerz, den der Tod oder die Abwesenheit des Verstorbenen in ihnen verursacht.
- Sie beschreiben und heben die Tugenden und Werte hervor, die der Verstorbene zu Lebzeiten hatte.
- Sie bitten die verstorbene Person um Führung oder Orientierung aus dem Jenseits.
- Sie führen eine audiovisuelle biografische Aufzeichnung des Verstorbenen oder schreiben über die Lebensgeschichte des Verstorbenen.